# Burg Perštejn
Die Burg Perštejn (deutsch Pürstein, aber auch Pürstenstein, Borschenstein, Birsenstein, Pirsinstein, Piršenštejn) befindet sich bei Perštejn (Pürstein) im Erzgebirge in Tschechien. Von der einst recht stattlichen Burg sind auch heute noch größere Teile der Außenmauern, des Palases und der runde Bergfried erhalten.

## Geschichte
Begründet wurde Perštejn Ende 13. Jahrhundert vermutlich durch die Herren von Schönburg oder Hrabischitz.

## Bilder

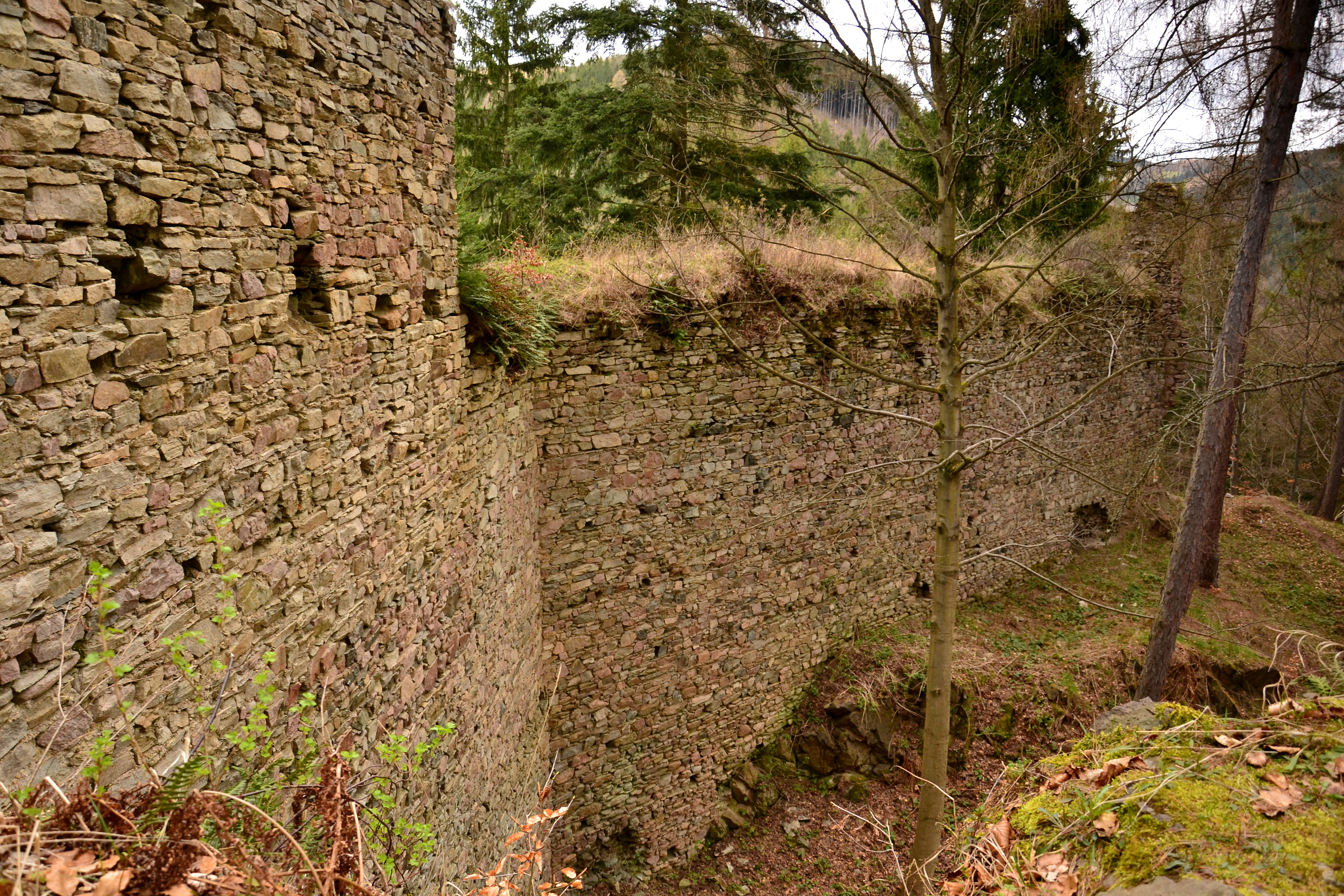
Außenmauer (2015)
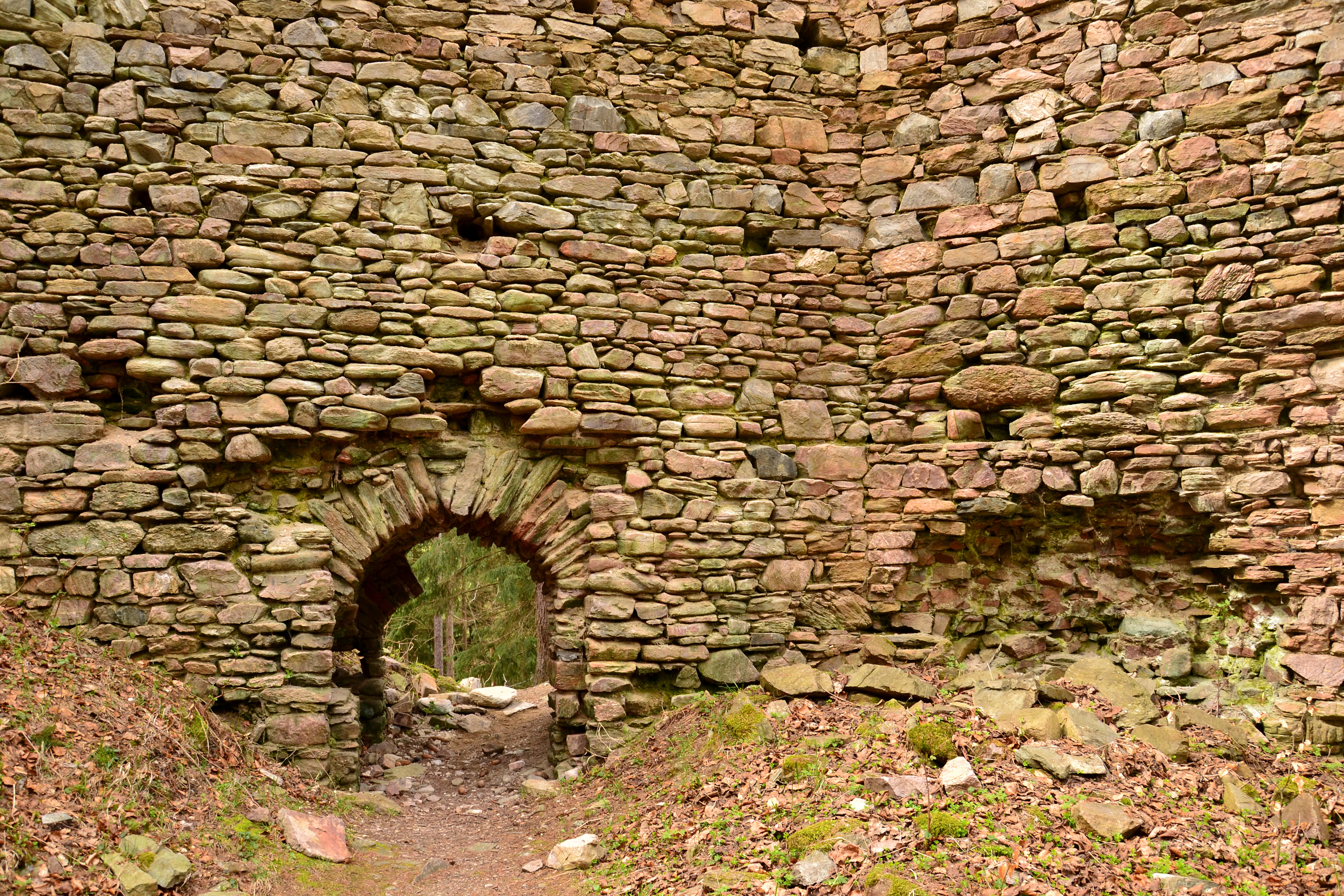
Burgtor(Westansicht?)
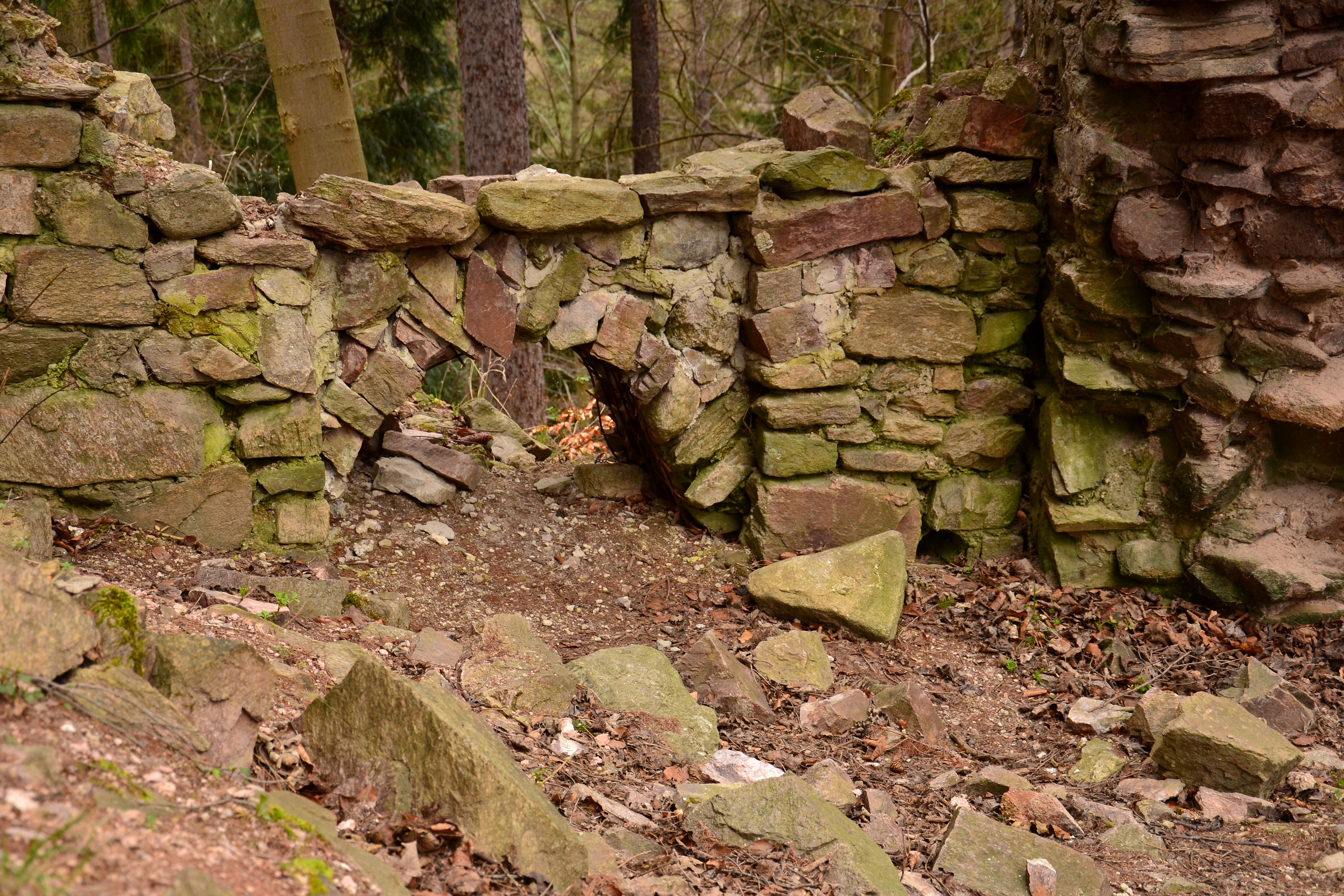
Tür zwischen Kernburg und Bergfried
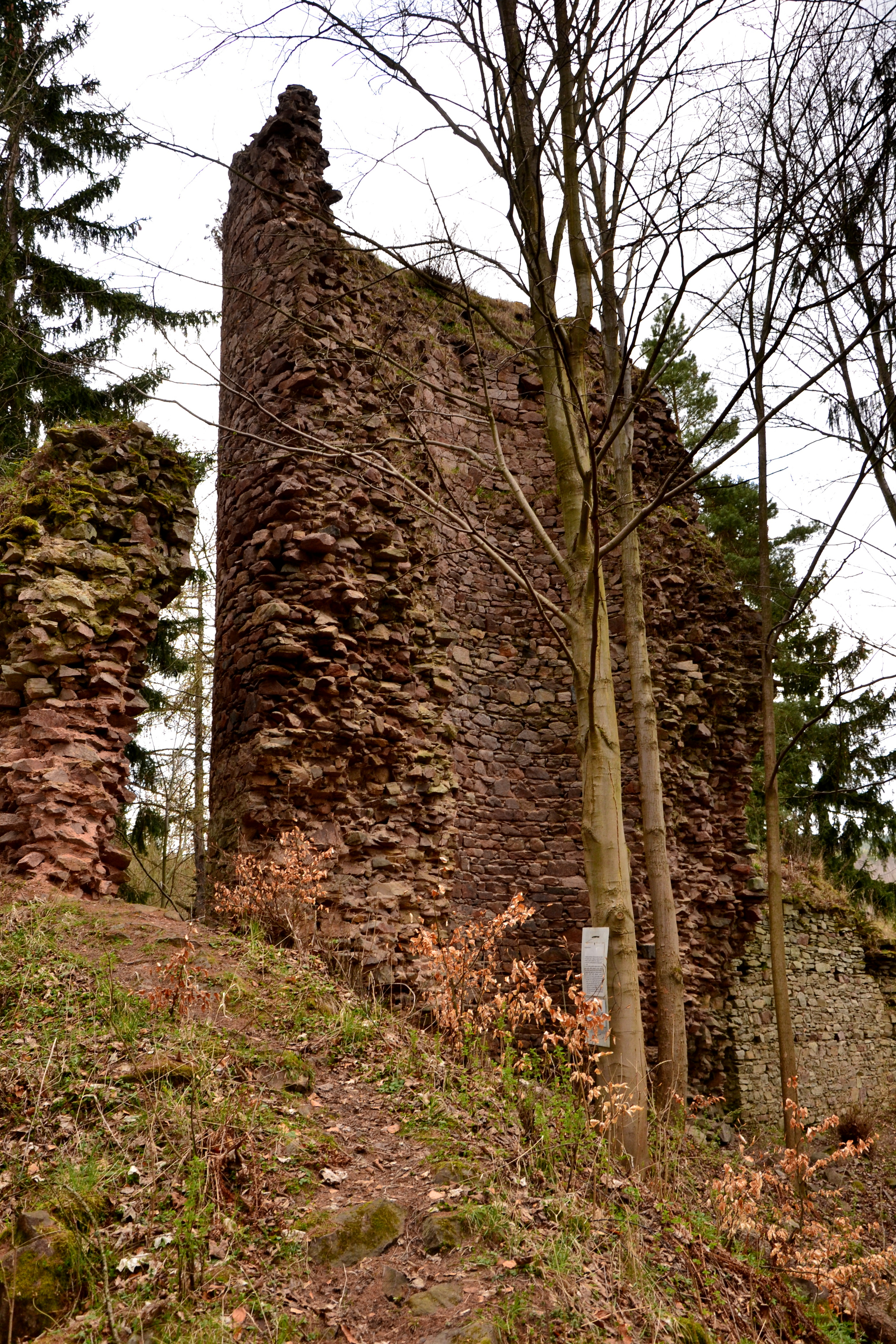
Bergfriedrest
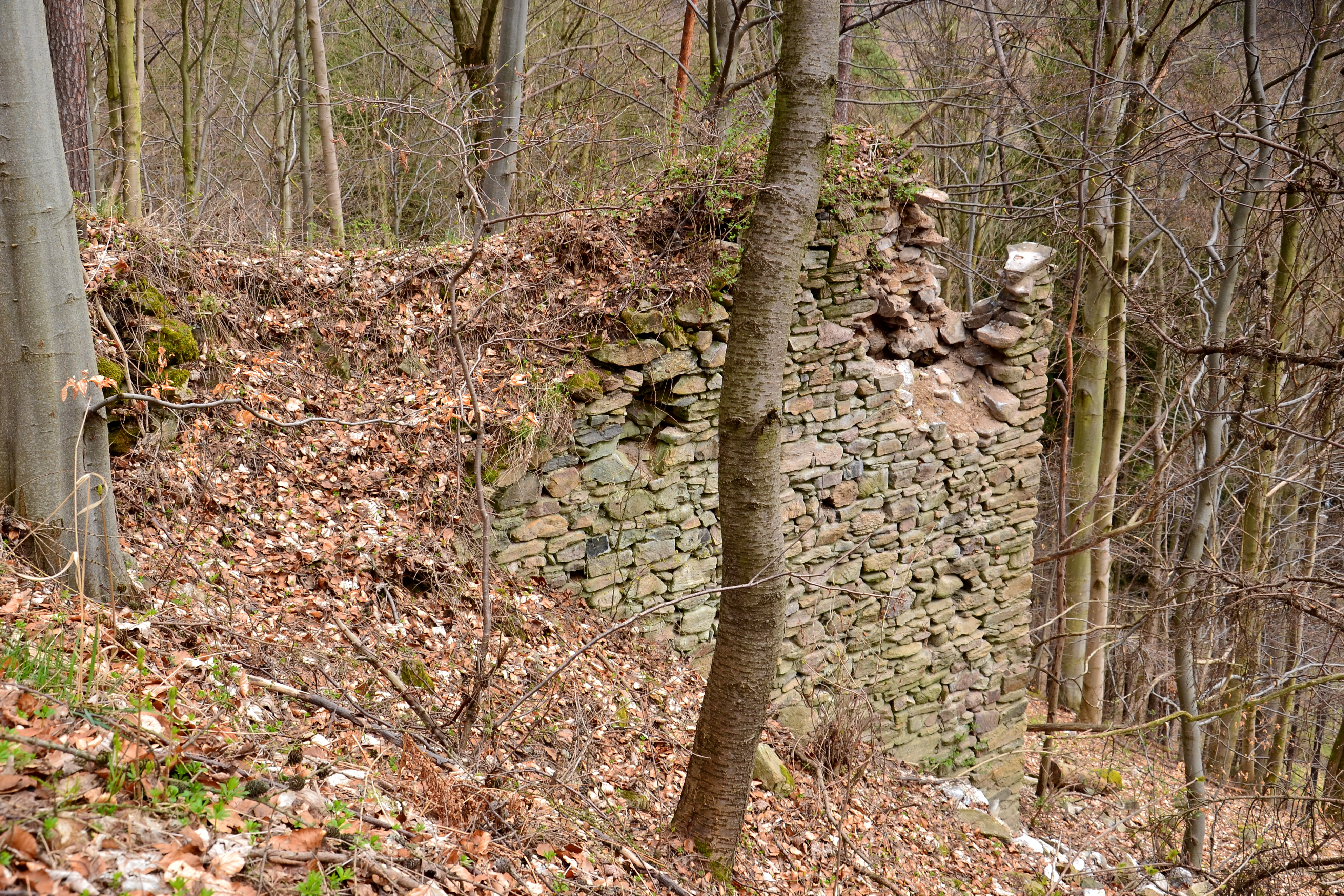
Mauerteile(Bastion?) der Ostseite
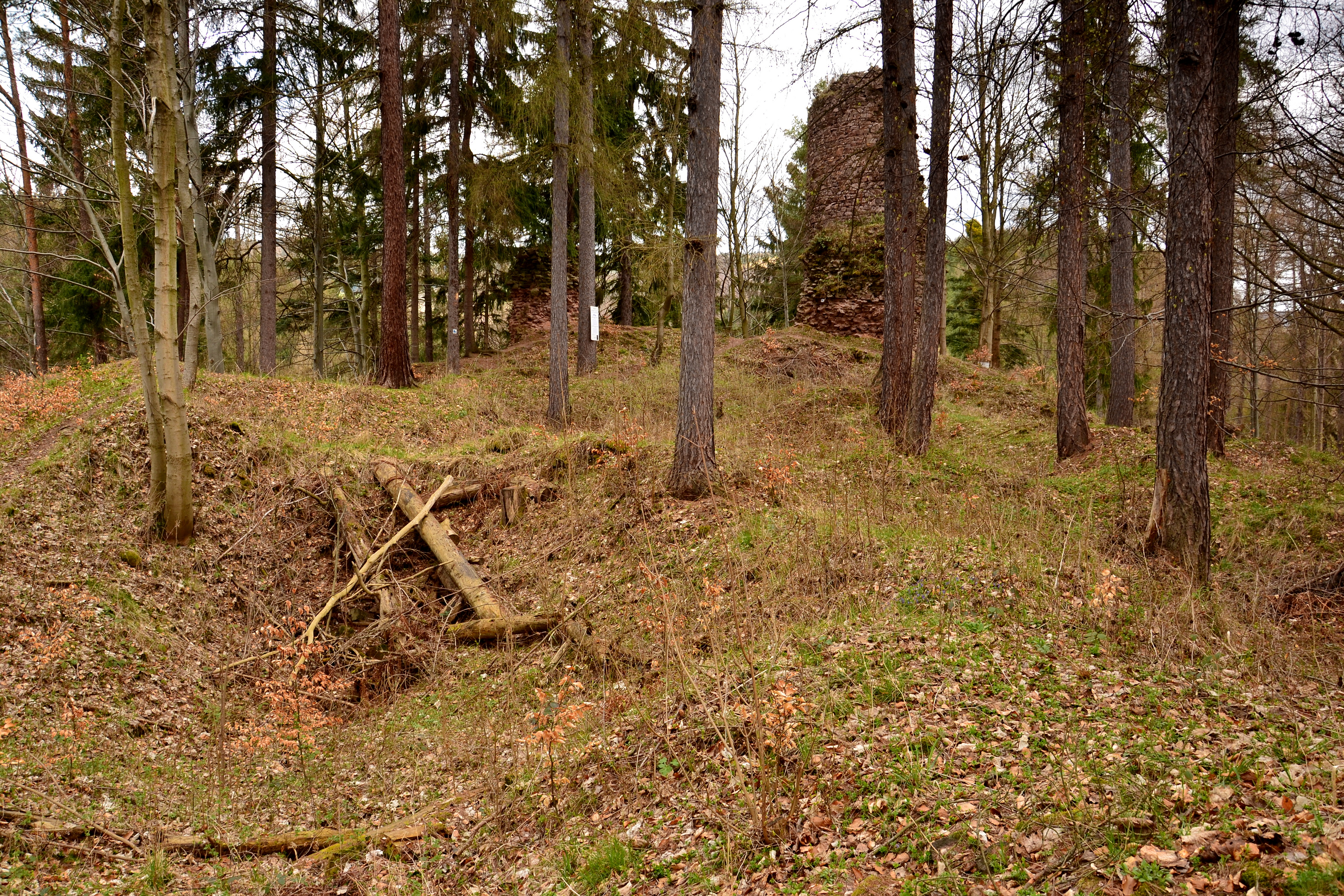
Kernburgareal
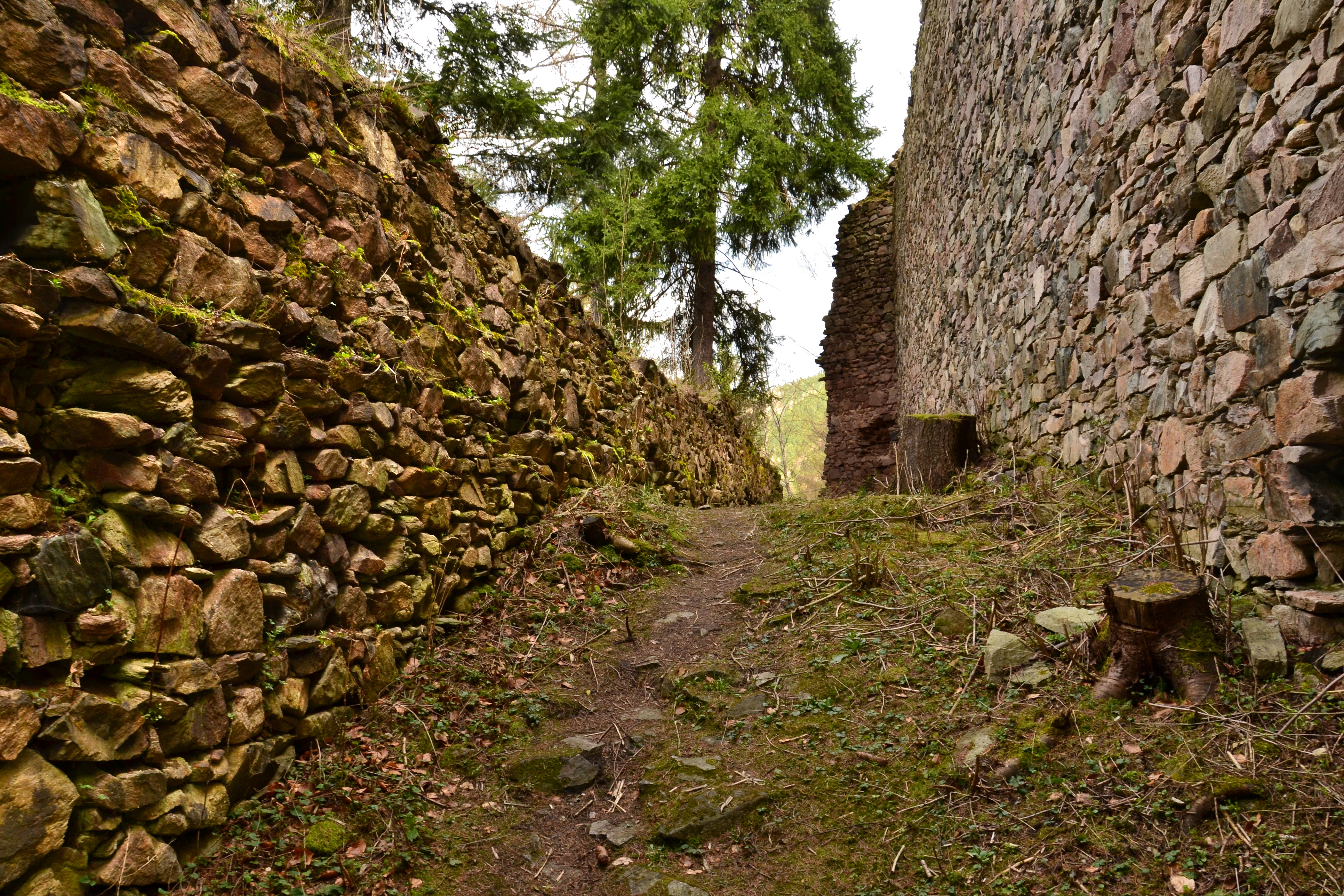
Zwingerbereich
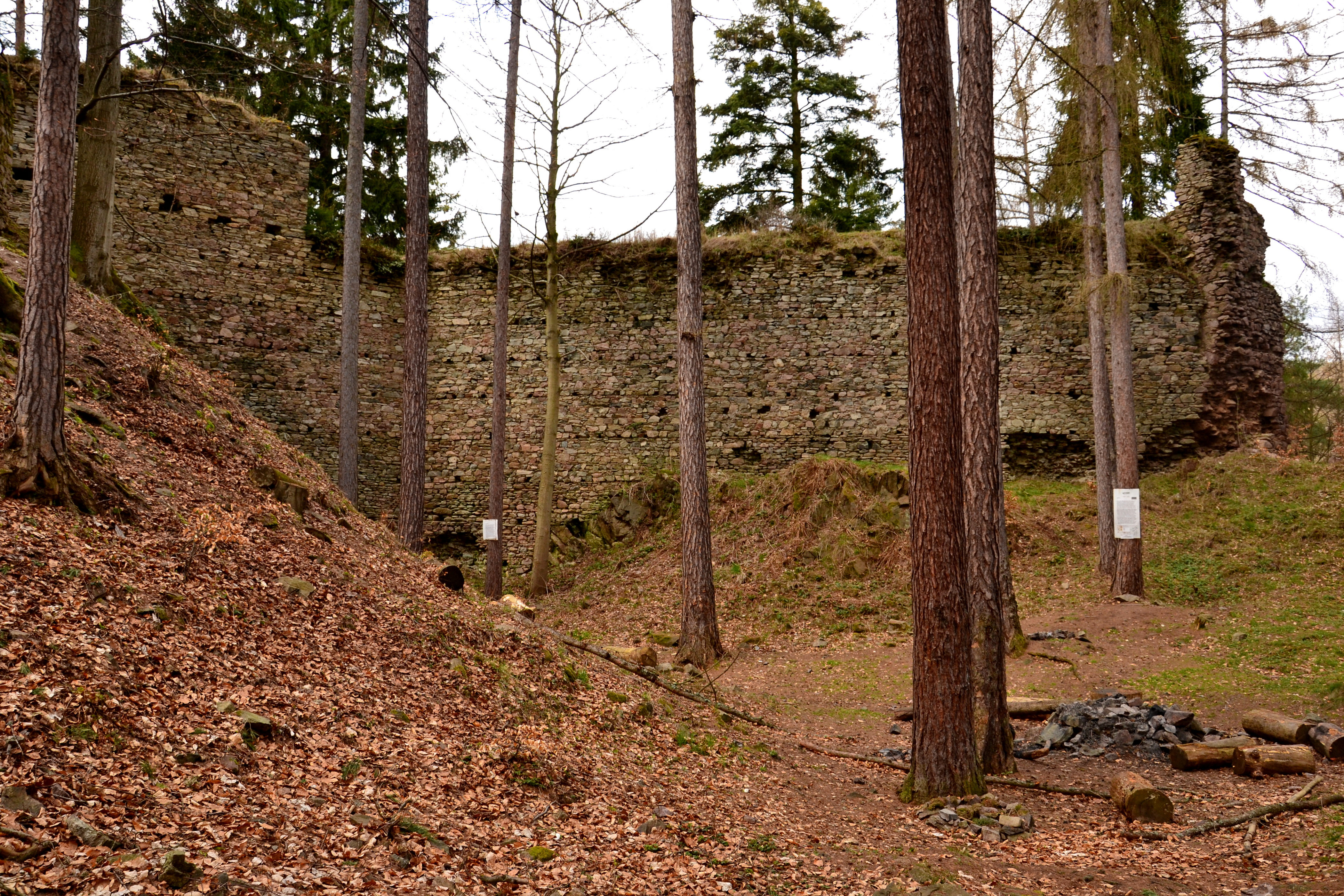
Vorburgareal
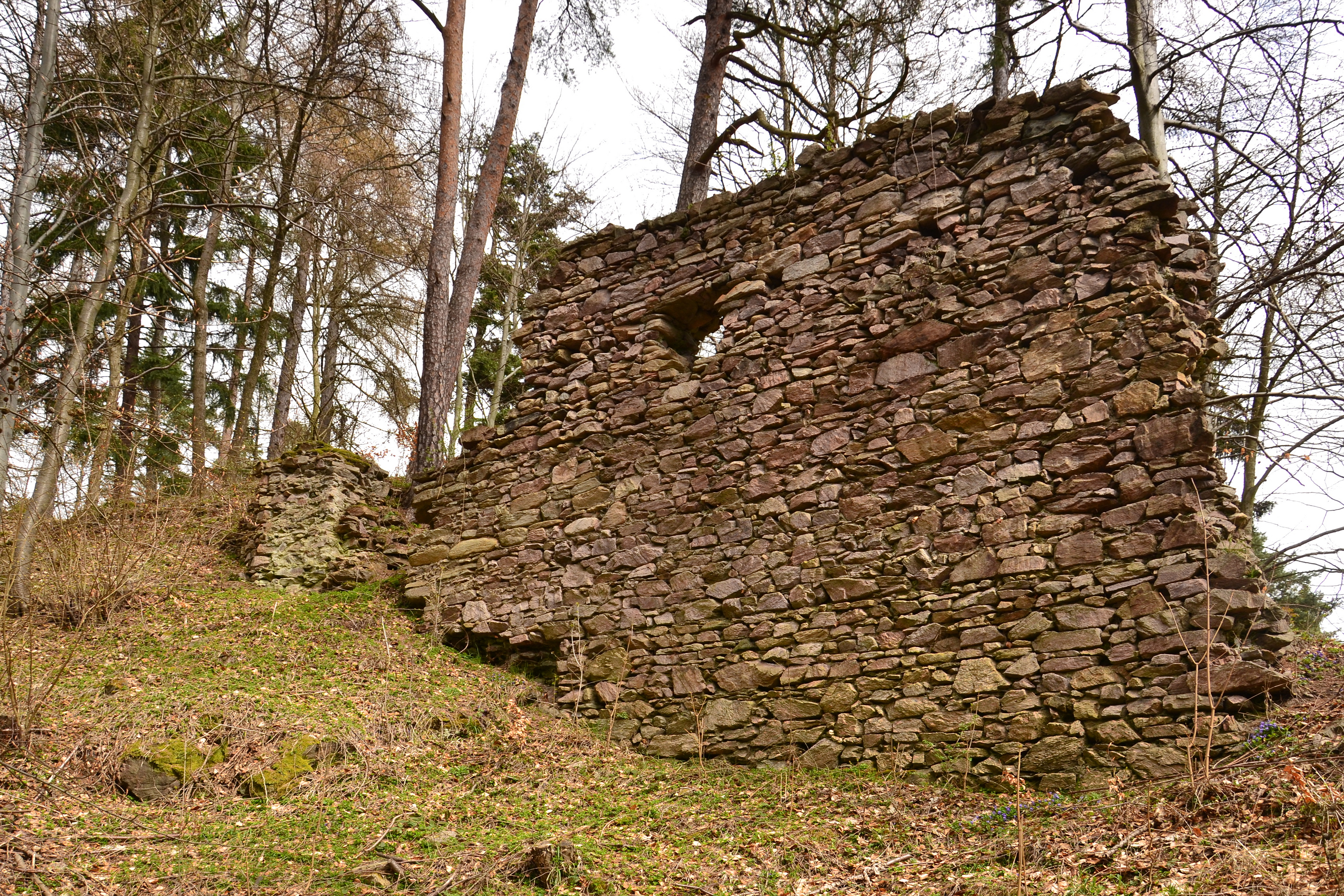
Die Westmauer des südlichen Teils der Burg